# Alianza Atlético
Club Alianza Atlético de Sullana jest peruwiańskim klubem piłkarskim z siedzibą w mieście Sullana.

## Osiągnięcia
- Finał Copa Peru: 1984
- Campeonato Regional – Zona Norte (5): 1988, 1989-I, 1989-II, 1990-II, 1991-II
- Mistrz Liga de Sullana (35): 1928, 1929, 1930, 1933, 1934, 1935, 1943, 1944, 1945, 1946, 1947, 1948, 1949, 1951, 1952, 1953, 1957, 1958, 1959, 1960, 1966, 1967, 1968, 1969, 1970, 1971, 1972, 1973, 1975, 1976, 1977, 1981, 1982, 1983, 1986
- Udział w Copa Sudamericana (3): 2004, 2005, 2009

## Historia
W 1938 oddano do użytku stadion klubu Estadio Campeones del 36.